# عهد الشباب (فلم)
```
شهادة الشباب
 
(
بالإنجليزية
: 
Testament of Youth
)
 هو فيلم بريطاني درامي تاريخي وسيرة ذاتية عن 
مذكرات
 الكاتبة البريطانية 
فيرا بريتن
. تم انتاجه في عام 
2014،
 وهو من إخراج 
جيمس كانت
 وكتابة جوليت توهيدي. لعبت دور البطولة فيه الممثلة السويدية 
أليسيا فيكاندير
، مجسدة دول الكاتبة فيرا بريتن خلال فترة 
الحرب العالمية الأولى
، وإلى جانبها الممثل البريطاني 
كيت هارينغتون
. يحكي الفيلم وقائع الحرب بالتوازي مع أثرها في حياة امرأة كاتبة.
[
1
]
[
2
]
```

## وصلات خارجية
- فيلم عهد الشباب على قاعدة بيانات الأفلام على الإنترنت IMDb.